# Nujabes
Jun Seba (瀬葉 淳 Seba Jun, 7. veljače 1974., Tokio, Japan - 26. veljače 2010., Tokio, Japan), poznatiji po svom umjetničkom imenu Nujabes (ヌジャベス Nujabesu), bio je japanski glazbeni producent, DJ, skladatelj i aranžer. Seba je stvarao ambijentalnu glazbu semplirajući instrumental hip-hopa i jazza. Objavio je tri samostalna studijska albuma, a to su Metaphorical Music iz 2003., Modal Soul iz 2005., kao i postumni album Spiritual State iz 2011. godine. Osnivač je i nezavisne diskografske kuće Hydeout Productions, te je također objavio dvije kompilacije: Hydeout Productions 1st Collection (2003.) i Hydeout Productions 2nd Collection (2007.). Osim toga, Seba je 2004. godine bio producent soundtracka anime serije Samurai Champloo (Samurai Champloo Music Record: Departure i Samurai Champloo Music Record: Impression) redatelja Shinichirōa Watanabea.
Jun Seba je 26. veljače 2010. godine poginuo u prometnoj nesreći.

## Diskografija
Studijski albumi
- Metaphorical Music (2003.)
- Modal Soul (2005.)
- Spiritual State (2011.)

Kompilacije
- Hydeout Productions 1st Collection (2003.)
- Hydeout Productions 2nd Collection (2007.)

Soundtrackovi
- Samurai Champloo Music Record: Departure (2004.)
- Samurai Champloo Music Record: Impression (2004.)

## Vanjske poveznice
- Nujabes na AllMusicu
- Nujabes na Discogsu